# Paula Mollenhauer
Paula Mollenhauer (* 22. Dezember 1908 in Hamburg; † 7. Juli 1988 ebenda) war eine deutsche Leichtathletin, die bei den Olympischen Spielen 1936 in Berlin die Bronzemedaille im Diskuswurf gewann (38,59 – 37,45 – 33,27 – 35,82 – ungültig – 39,80 m).
Der dritte Platz im Diskuswurf gelang ihr auch bei den Leichtathletik-Europameisterschaften 1938 (39,81 m). Bereits 1928 hatte sie an den Olympischen Spielen in Amsterdam teilgenommen und war mit 30,94 m Zwölfte im Diskuswurf geworden. In den Jahren 1929, 1931 und 1943 gewann sie bei den Deutschen Meisterschaften im Diskuswurf der Damen. Deutsche Vizemeisterin wurde sie 1928, 1935 und 1936, den dritten Platz errang sie 1930, 1933, 1934 und 1938. Auch an den ersten Deutschen Meisterschaften der Nachkriegszeit 1946 nahm sie noch teil und wurde Vierte.
Mollenhauer startete zunächst für den SC Victoria Hamburg (bis 1935), zwischenzeitlich auch für die SpVg Polizei Hamburg (3. Platz bei den Deutschen Leichtathletik-Meisterschaften 1933), ab 1936 für den Eimsbütteler TV und später für den SV St. Georg. In ihrer aktiven Zeit war sie 1,75 m groß und 82 kg schwer.
Paula Mollenhauer war außerdem eine erfolgreiche Handballerin, mit der Damenmannschaft im Feldhandball des SC Victoria Hamburg errang sie mehrfach sowohl die Hamburger  als auch die Norddeutsche Meisterschaft und 1930 als Spielführerin die Deutsche Meisterschaft. Beruflich war Mollenhauer bei der Jugendbehörde der Stadt Hamburg angestellt.